# Катинов Василь Васильович
Катинов Василь Васильович — російський організатор кіновиробництва, сценарист.
Народився 16 липня 1907 р. у Вологді. Закінчив літературне відділення етнологічного факультету Московського державного університету (1929). В 1935—1936 рр. завідував сценарним відділом Київської кіностудії.
Автор мультфільму «Зарозуміле курча» (1931, у співавт.).
Учасник Німецько-радянської війни. Потім перебував на редакторській роботі в Москві. Нагороджений орденами Вітчизняної війни II ст., Червоної Зірки, медалями.